# Araporã
Araporã est une municipalité brésilienne de l'État du Minas Gerais et la microrégion d'Uberlândia.